# 波貝達冰島
波貝達冰島（Pobeda Ice Island）是南極洲的島嶼，位於莫森海，距離瑪麗皇后地沿岸160公里，長70公里、寬36公里，面積1,500平方公里，現時由南極條約體系管理。

## 外部連結
- coordinates, height, station operations （页面存档备份，存于）
- satellite map of the area （页面存档备份，存于）
- Pobeda Station （页面存档备份，存于）
- overview of maps[永久]

64°39′S 98°54′E / 64.650°S 98.900°E